# Wayne Glasgow
Wayne Glasgow, né le 17 janvier 1926 à Dacoma, dans l'Oklahoma, mort le 31 décembre 2000 à Bartlesville dans l'Oklahoma, est un ancien joueur américain de basket-ball. Il évolue au poste d'arrière. 

## Palmarès
- Champion olympique 1952